# Titus Aurelius Fulvus (consul in 85)
Titus Aurelius Fulvus was een Romeins senator die in de 1e eeuw na Christus leefde. Hij was de grootvader van de toekomstige keizer Antoninus Pius. 
De familie van Fulvus stamde uit Nemausus (het huidige Nîmes) in de Romeinse provincie Gallia Narbonensis. Hij doorliep een senatoriale loopbaan. Sinds 64 was hij legatus van Legio III Gallica in Armenië. In het vierkeizerjaar 69 verleende keizer Otho hem vanwege zijn successen tegen de Roxolani de  officiële ambtsinsignia van een consul. Op een onbekend tijdstip, waarschijnlijk in de jaren 70 van de 1e eeuw, was hij als consul suffectus voor de eerste keer consul. In 85 was hij voor de tweede keer consul. Daarna was hij ook nog stadsprefect van Rome (praefectus urbi).
Na de vroege dood van zijn gelijknamige zoon, die in 89 eveneens consul ordinarius was, nam Titus Aurelius Fulvus zijn in 86 geboren kleinzoon Titus Aurelius Antoninus Fulvus Boionius Arrius, de toekomstige keizer, vermoedelijk tot zijn dood bij zich in huis.